# Пуерто-Вальярта
Пуе́рто-Валья́рта (Пуе́рто-Вая́рта) (ісп. Puerto Vallarta) — морське курортне місто і муніципалітет у Мексиці, входить у штат Халіско. Розташоване на березі бухти Баїя-де-Бандерас.
Населення 255725 осіб (2010).
В місті розташований Міжнародний аеропорт Пуерто-Вальярта імені Густаво Діас Ордаса.
Пуерто-Вальярта названо на честь Ігнасіо Вальярти, колишнього губернатора штату Халіско.  Назву міста іспанською часто скорочують до Вальярта (наприклад ісп. Jardín botánico de Vallarta — Ботанічний сад Вальярти).
Близько 50 % працездатного населення міста працюють у туристичній сфері, проте в Пуерто-Вальярті також розвинене сільське господарство (вирощують м'яку кукурудзу, цукрову кукурудзу, квасолю, перець чилі і тютюн), промисловість і торгівля.

## Фотогалерея

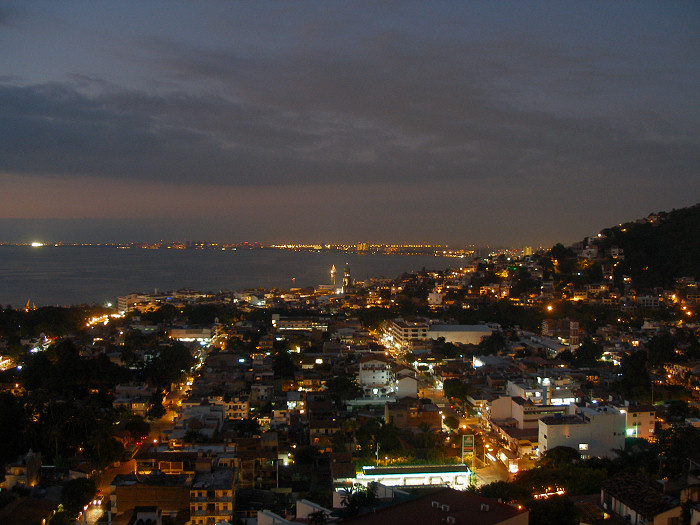
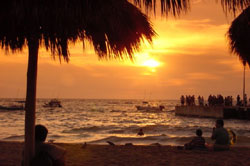
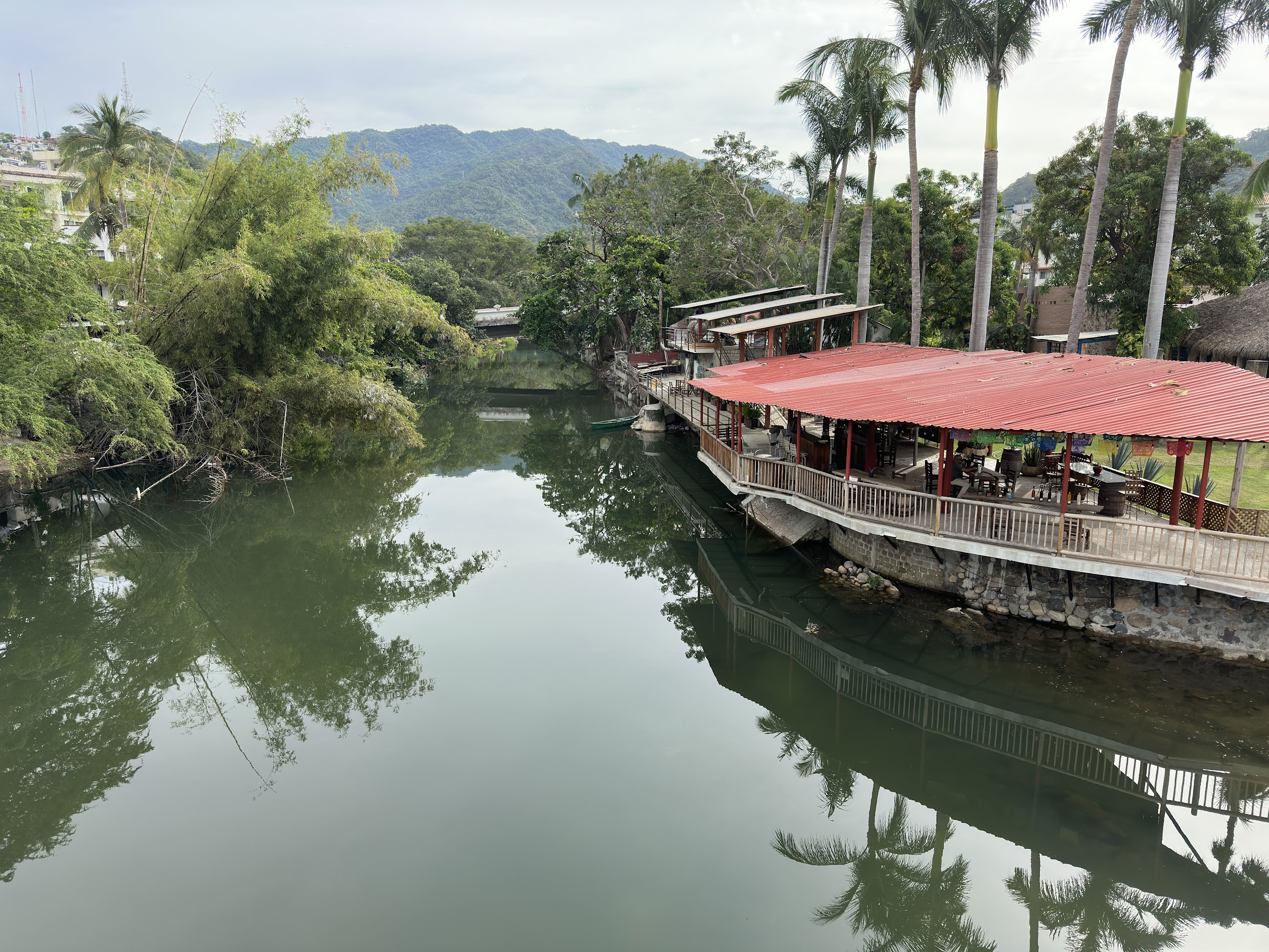